# ادوارد خوزه (خواننده)
خوزه ادوارد راموس اوریولا همچنین به عنوان ادوارد ژوزه (زاده ۲۸ اکتبر ۲۰۰۳) یک خواننده و ترانه سرای پانامایی است.

## زندگینامه
ادوارد در سال ۲۰۰۳ در پاناما، پاناما متولد شد. او در دوران نوجوانی، از تاریخ ۱ ژوئن ۲۰۱۸، نخستین آلبوم تک آهنگ خود را تحت عنوان "این به درد من می خورد" را به تهیه کنندگی کاکو نیتو منتشر نمود. بعد از آن این آهنگ از طرف رافا مورنو، پانامایی نیز مورد حمایت قرار می گیرد که بعد از آن او پدرخوانده ادوارد می شود.
بعدها ادوارد در ۳۰ نوامبر همان سال، دومین آلبوم تک آهنگ خود را تحت عنوان بنهداد مترادف با خوش شانس منتشر می کند، او این آهنگ را برای مادرش نوشت. و بعد از آن تقدیم او کرد.در آگوست ۲۰۱۹ سومین آلبوم تک آهنگ استودیویی ادوارد تحت عنوان "دیگه چیزی نمیدونم" منتشر شد، تک آهنگی که او برای نخستین‌بار به عنوان هنرمند مهمان در جشن نهایی دوشیزه جهان پاناما در تاريخ ۲۰ سپتامبر همان سال اجرا نمود. بعدها ادوارد در سال ۲۰۲۰، با همکاری آی نستا، با آهنگ "بیایید کار خوبی کنیم" که از طرف دنی والاروسا هندوراسی تهیه شده بود، وارد گونه شهری می شود.